# Tudela (Alins)
El Tudela és una muntanya de 2.328 metres que es troba entre els municipis d'Alins, d'Esterri de Cardós i de Lladorre, a la comarca del Pallars Sobirà.